# Дунаев, Павел Михайлович
Павел Михайлович Дунаев (1898, с.Мясогутово, Златоустовский уезд, Уфимская губерния, Российская империя — 1961) — советский экономист и государственный деятель. Заместитель Председателя Совета народных комиссаров и председатель Госплана Казахской ССР.

## Биография
Павел Михайлович Дунаев родился в селе Мясогутово Златоустовского уезда Уфимской губернии в крестьянской семье. По национальности — русский. В 1915 году окончил учительскую семинарию в Казани, после чего начал работать учителем и школьным инструктором в двухклассном училище в селе Арлан Уфимской губернии (1915–1918).

### Партийная и трудовая деятельность
Член РКП(б) с 7 декабря 1919 года, вступив в партию в Бирской организации Уфимской губернии. В 1918–1919 годах Дунаев был арестован и содержался как политический заключённый в городе Бирске. После освобождения поступил на Всероссийские школьно-инструкторские курсы в Москве, которые окончил в 1920 году.
Затем началась его карьера в системе народного образования. В 1920–1921 годах он занимал должности заведующего коллегией уездного отдела народного образования и заведующего уездным отделом народного образования в Бирске.
С 1921 по 1922 годы Дунаев работал уездным комиссаром по продовольствию в Златоусте. В 1922–1923 годах он стал заведующим торговым отделом губернского продовольственного комитета и заместителем уполномоченного Союзхлебопродукта.
С 1923 по 1930 годы Дунаев возглавлял правление Башторга в Уфе. 
В 1931–1933 годах он стал студентом Экономического института красной профессуры в Москве.
После окончания учебы в 1933 году Дунаев начал работать в системе народно-хозяйственного учета. В 1933–1937 годах он занимал различные руководящие должности в Куйбышеве, а в 1937–1938 годах стал начальником отдела урожая Центрального управления народно-хозяйственного учета при Госплане СССР в Москве.
В 1938 году он был назначен начальником управления народно-хозяйственного учета Казахской ССР. 
В июле 1941 года Дунаев стал первым заместителем председателя Госплана Казахской ССР, а в апреле 1942 года — Заместитель Председателя Совнаркома и председатель Государственной плановой комиссии Казахской ССР. Он занимал эту должность до июня 1943 года.
В 1943-1944 годах заместитель уполномоченного, уполномоченный Государственной плановой комиссии СССР по Белорусской ССР в Минске.
В 1944-1947 годах уполномоченный Государственной плановой комиссии СССР по Горьковской области.
В 1947-1949 годах уполномоченный Государственной плановой комиссии СССР по Ивановской области.
С июня 1949 года и до конца своей карьеры Павел Михайлович работал начальником сектора в Государственной плановой комиссии СССР в Москве.

### Научная деятельность
Дунаев был автором научных трудов по статистике и активно участвовал в развитии плановой экономики. За свои достижения он был награждён орденом «Знак Почёта» и медалью.

### Награды
- Орден «Знак Почёта»
- Медали СССР